# Liste Heidelberger Allemannen

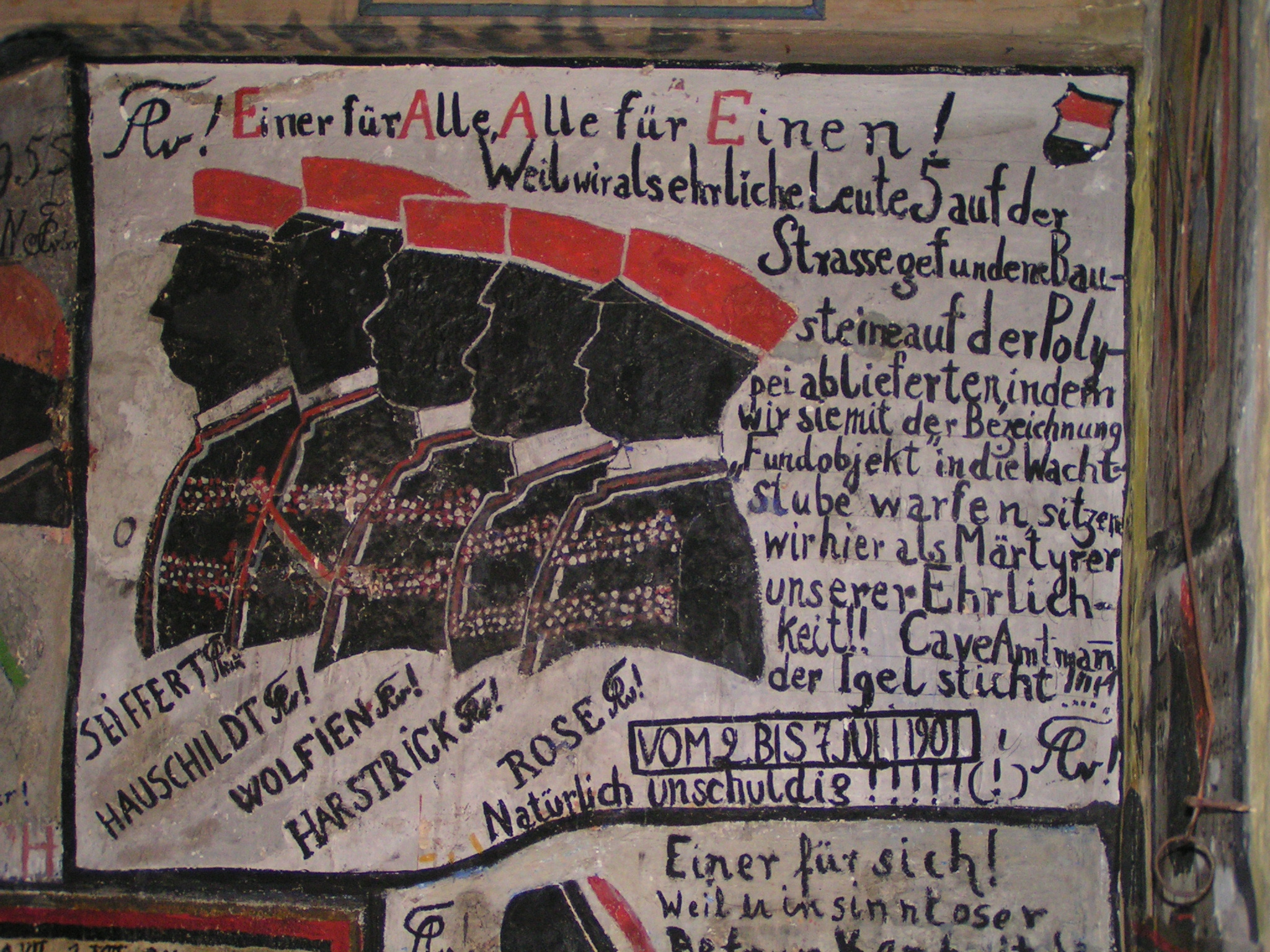
Wandmalerei von Mitgliedern der Burschenschaft Allemannia im Heidelberger Karzer

Diese Liste Heidelberger Allemannen führt bekannte Mitglieder der Burschenschaft Allemannia Heidelberg auf.

## Liste
- Franz Adickes (1846–1915), Politiker und Bürgermeister von Dortmund, Oberbürgermeister von Altona und von 1890 bis 1912 Oberbürgermeister von Frankfurt am Main, Mitbegründer der Frankfurter Universität
- Kurt Albrecht (1885–1962), Jurist, Präsident des fünften Senats am Volksgerichtshof
- Bernhard Baier (1912–2003), Wassersportler und Sportfunktionär
- Karl Mendelssohn Bartholdy (1838–1897), Professor für Geschichte in Heidelberg und Freiburg, Sohn des Komponisten Felix Mendelssohn Bartholdy
- Paul Mendelssohn Bartholdy (1841–1880), Chemiker und Unternehmer, Sohn des Komponisten Felix Mendelssohn Bartholdy, Gründer der Agfa
- Friedrich Beckh (1843–1927), Agrarier und konservativer Politiker
- Ludwig Bellermann (1836–1915), klassischer Philologe und Gymnasialdirektor
- Robert Benckiser (1845–1908), badischer Jurist und Politiker, Oberamtmann
- Reinhart Berger (1910–1994), Verwaltungsjurist, Oberkreisdirektor des Landkreises Uelzen
- Kurt Beringer (1893–1949), Mediziner, Psychiater und Hochschullehrer
- Friedrich Martin Berwerth (1850–1918), österreichischer Mineraloge und Petrograph
- Wilhelm Biltz (1877–1943), Chemiker und wissenschaftlicher Redakteur
- Rudolf Birkemeyer (1904–1991), Schauspieler (1939 ausgetreten)
- Hans Friedrich Blunck (1888–1961), Jurist und Schriftsteller
- Gerhard Bunnemann (1842–1925), Oberbürgermeister und Ehrenbürger der Stadt Bielefeld
- Max Busse (1895–1979), Reichsgerichtsrat
- Hansdieter Christmann (1933–2008), Flottillenadmiral
- Gustav Drautz (1887–1957), Oberamtmann im Oberamt Backnang
- Hermann Eckels (1843–1907), Jurist und Mitglied des Preußischen Abgeordnetenhauses
- Anton Edzardi (1849–1882), Germanist
- Theodor Eimer (1843–1898), Zoologe
- Adolph Emmerling (1842–1906), Agrikulturchemiker
- Julius Engel (1842–1926), Hamburger Richter und Bürgerschaftspräsident
- Bernhard Erdmannsdörffer (1833–1901), Historiker, Professor für Neuere Geschichte
- Otto Erdmannsdörffer (1876–1955), Geologe und Mineraloge
- Wilhelm Feußner (1843–1928), Physiker
- Theobald Fischer (1846–1910), Geograph und Hochschullehrer
- Eckart John von Freyend (* 1942), Manager und Unternehmer
- Friedrich Funk (1847–1897), Oberbürgermeister von Dessau, Anhaltischer Landtagsabgeordneter
- Emil Otto von Gemmingen-Guttenberg (1880–1945), Ministerialdirektor beim Reichsrechnungshof in Berlin
- Edgar von Gierke (1877–1945), Mediziner, Ordentlicher Professor der Pathologie in Karlsruhe, Entdecker der nach ihm benannten von Gierke'schen Krankheit
- Julius von Gierke (1875–1960), Jurist und bedeutender deutscher Rechtsgelehrter, Professor und Rektor der Universität Königsberg, Ordinarius für Handelsrecht in Halle und Göttingen
- Otto von Gierke (1841–1921), Jurist, Ordentlicher Professor der Rechte in Breslau und Berlin, Rektor der Universitäten in Breslau (1882/83) und Berlin (1902/03), Geheimer Justizrat, erblicher Adel zum 70. Geburtstag am 11. Januar 1911
- Albrecht Glaser (* 1942), Politiker (CDU/AfD)
- Ludwig Götting (1854–1920), Jurist und Mitglied des Deutschen Reichstags
- Wilhelm Groos (1849–1934), Jurist und badischer Beamter
- Martin Hartmann (1870–1931), Verwaltungsjurist
- Paul Herrmann (1913–2015), Mitglied des Landtags von Baden-Württemberg (CDU)
- Heinz Hesemann (1910–1945), Landrat im Kreis Berent
- Hermann Hitzig (1843–1918), Klassischer Philologe
- Hermann Hog (1881–1937), Jurist und Ministerialbeamter
- Max Hoß (1878–1966), württembergischer Oberamtmann und Landrat
- Alfred Hüthig (1900–1996), Verleger, Gründer des Hüthig-Verlages
- Gustav Humser (1836–1918), Senior der Frankfurter Anwaltschaft, Vorsitzender der Frankfurter Stadtverordnetenversammlung, Vizepräsident des Provinziallandtag der Provinz Hessen-Nassau, Vorsitzender des Kommunallandtags in Wiesbaden
- Walter Keller (1894–1967), Pädiater und Hochschullehrer
- Walther Köhler (1870–1946), Theologe
- Robert Koelle (1844–1926), Mitglied der Ersten und Zweiten Kammer der Badischen Ständeversammlung, portugiesischer, schwedisch-norwegischer und schwedischer Konsul, Präsident der Karlsruher Handelskammer
- Helmut Kraatz (1902–1983), Mediziner, Hochschullehrer, Hervorragender Wissenschaftler des Volkes
- Heinrich von Kraut (1857–1935), Jurist und Politiker (Deutschkonservative Partei, DNVP)
- Hugo Kronecker (1839–1914), Physiologe
- Joachim Kummert (1834–1914), Politiker
- Ernst Kupfer (1907–1943), Oberstleutnant, Schlachtflieger im Zweiten Weltkrieg, Träger des Ritterkreuzes des Eisernen Kreuzes mit Eichenlaub und Schwertern
- Wolfgang Lachenauer (* 1949), Rechtsanwalt, Basketballspieler, Kommunalpolitiker (Wählergruppe Die Heidelberger)
- Otto Lenel (1849–1935), Rechtshistoriker
- Carl Liebermann (1842–1914), Chemiker
- Richard Löhmann (1845–1913), Richter und Mitglied der Hamburgischen Bürgerschaft
- Edgar Loening (1843–1919), Rechtswissenschaftler
- Richard Loening (1848–1913), Jurist und Hochschullehrer
- Armin von Lossow (1876–1945), Landrat im Landkreis Osterburg und im Landkreis Rotenburg (Wümme)
- Otto Lubarsch (1860–1933), Pathologe und Hochschullehrer
- Rudolf Maier (1886–1962), Landrat des Landkreises Überlingen
- Otto Mayer (1846–1924), Rechtswissenschaftler und Hochschullehrer
- Carl Nerenz (1839–1870), Generalkonsul des Norddeutschen Bundes in Ägypten
- Konrad Oebbeke (1853–1932), Mineraloge und Geologe, Professor an der Universität Erlangen und der TU München
- Franz Oppenheim (1852–1929), Chemiker und Industrieller (Mitglied von 1872 bis 1922)
- Bernhard Oppermann (1853–1917), Reichsgerichtsrat
- Otto Peyer (1839–1899), Kaiserlicher Ministerresident in Caracas, Gesandter in Guatemala
- Hermann Quarck (1873–1932), Staatsrat und Mitglied des Deutschen Reichstags
- Otto Riesser (1882–1949), Pharmakologe und Physiologe
- Otto August Friedrich Rudorff (1845–1922), Rechtsgelehrter, Richter sowie Rechtsberater im japanischen Justizministerium
- Johann Georg Max Schmidt (1840–1925), Abgeordneter des Provinziallandtags von Schleswig-Holstein
- Karl Friedrich Schwanitz (1823–1903), Richter
- Gustav Adolf Schenck zu Schweinsberg (1843–1909), Diplomat, Gesandter des Deutschen Reichs in Teheran, Peking und Tanger
- Helmut Schilling (1906–1984), Schweizer Schriftsteller
- Jakob Schipper (1842–1915), Anglist und Hochschullehrer an der Universität Wien
- Anton Schmitz (1852–1934), Jurist und Politiker (FVp)
- Friedrich Schneider (1887–1962), Historiker und Hochschullehrer
- Richard Schroeder (1856–1908), Oberbürgermeister von Stargard
- Wilhelm Stolze (1876–1936), Historiker und Hochschullehrer
- Reinhold von Sydow (1851–1943), Politiker, Träger des Hohen Ordens vom Schwarzen Adler.
- Friedrich Tschuschke (1845–1894), Landrat im Kreis Schroda
- Theodor Vaillant (1845–1913), Geheimer Justizrat
- Bernhard Velthuysen (1881–1969), Hamburger Finanzsenator
- Alfred Voeltzkow (1860–1947), Zoologe, Botaniker und Forschungsreisender
- Adolf Wach (1843–1926), Rechtswissenschaftler
- Georg Währer (1893–1941), Jurist, Mitglied des Reichstages (NSDAP)
- Kurt Wagner (1885–1962), Landrat im Landkreis Altenburg
- Emil Warburg (1846–1931), Physiker
- Carl Emil Weber (1843–1898), Diplomat, Mitglied des Deutschen Reichstags
- Friedrich Percy Weber (1844–1895), Schriftsteller und Redakteur
- Georg Weber (1808–1888), Philologe und Historiker (Ehrenmitglied)
- Heinrich Weber (1842–1913), Mathematiker
- Max Weber (1864–1920), Sozialökonom, Wirtschaftshistoriker und Soziologe, Professor in Berlin, Freiburg, Heidelberg, Wien und München, Mitglied von 1882 bis 1918[1]
- Paul Werner (1900–1970), Verwaltungsjurist im Reichssicherheitshauptamt, SS-Oberführer
- Rudolf Wild (1904–1995), Chemiker und Unternehmer
- Ludwig Wilser (1850–1923), Arzt und Schriftsteller
- Theodor Wintermantel (1878–1945), Landrat von Lörrach und Karlsruhe
- Ernst Wilhelm Wreden (1926–1997), Studentenhistoriker und Burschenschaftsfunktionär